# Leopold von Rath
Leopold von Rath (* vor 1741; † vor 1790 in Schlesien) war ein preußischer Oberst und Kommandeur des V. Stehenden Grenadier-Bataillons.

## Leben
Rath stammte aus einem anhaltinischen Adelsgeschlecht. Er trat 1741 aus württembergischen in preußische Militärdienste und wurde als Kapitän im Infanterieregiment Nr. 26 eingruppiert. Noch im ersten Dienstjahr wurde er zum Garnisonregiment Nr. V versetzt und avancierte dort bis zum Oberst.
1753 wurde er Kommandeur des stehenden V. Grenadier-Bataillons, das aus den Grenadierkompanien der Garnisonregimenter Nr. V „Mützschefall“ und Nr. X „Blanckensee“ gebildet wurde.
Er hat alle Schlesischen Kriege für die Preußen mitgemacht, musste jedoch 1759 aus gesundheitlichen Gründen seinen Abschied nehmen und verstarb „einige Jahre“ vor 1790 in Schlesien.